# Fiserv
Fiserv est une entreprise américaine qui fait partie de l'indice NASDAQ-100. Fiserv produit des cartes de crédit, est active dans les paiements et dans les dépôts de chèques de paie et dans les paiements de factures en ligne.

## Activités
- Banque en ligne et support en matière d'investissement, paiement en ligne, passation d'ordres sur actions, compensation de titres, gestion des plans d'épargne retraite.

- Gestion des transactions et des crédits, de traitement des données, de gestion de la relation client, solutions d'hébergement des activités en ligne et services d'infogérance à destination des institutions financières et des compagnies d'assurance.

## Historique

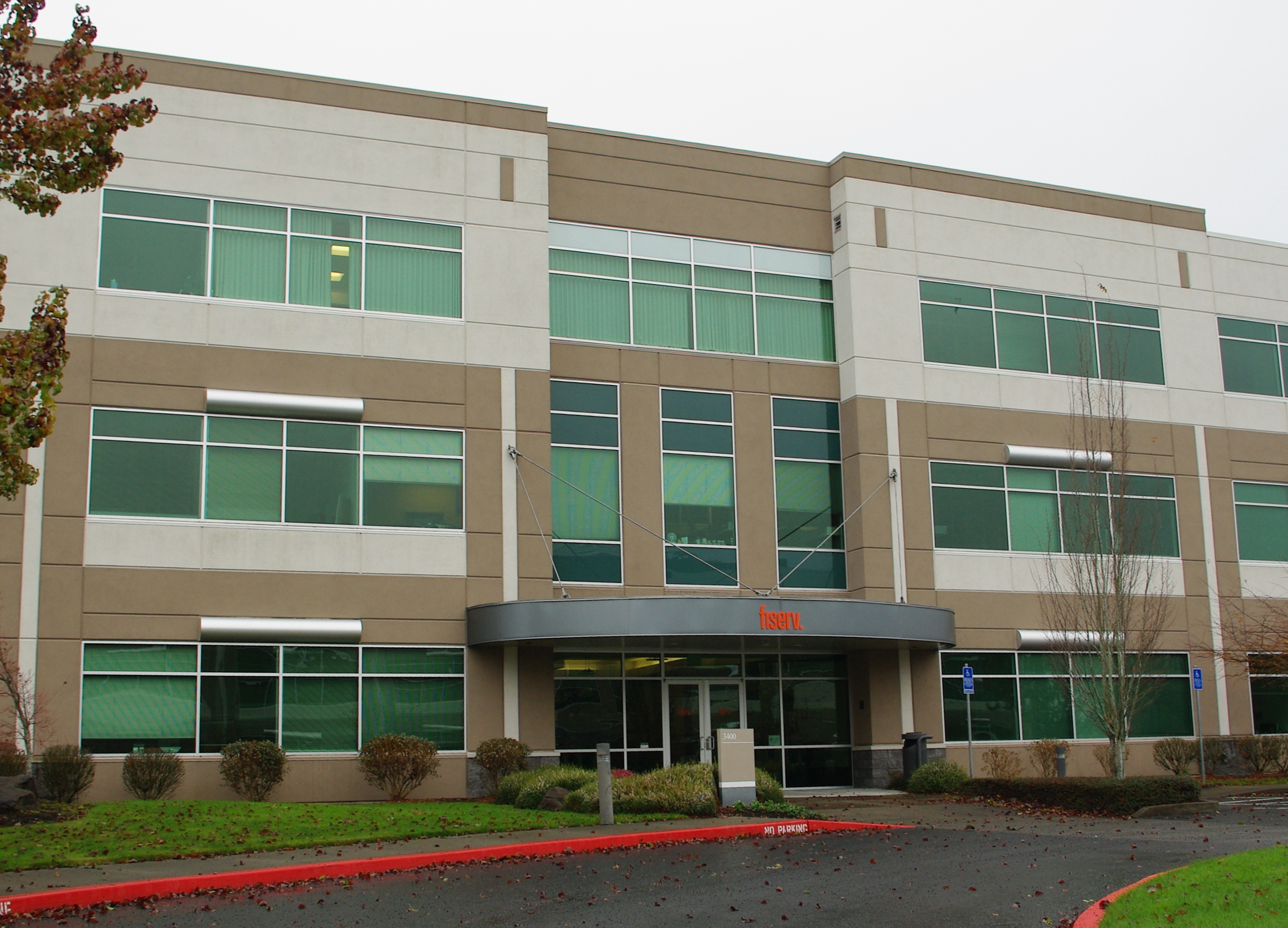
Bureau de la ville d'Hillsboro, Oregon

En 2007, Fiserv acquiert CheckFree, fondée en 1981.
En janvier 2019, Fiserv annonce lancer une offre d'acquisition sur First Data pour 22 milliards de dollars.

## Principaux actionnaires
Au 6 février 2020:
| Kohlberg Kravis Roberts          | 32,5% |
| T. Rowe Price Associates         | 8,02% |
| The Vanguard Group               | 6,54% |
| Massachusetts Financial Services | 3,96% |
| SSgA Funds Management            | 3,48% |
| Berkshire Hathaway               | 2,30% |
| Putnam                           | 2,17% |
| BlackRock Fund Advisors          | 2,15% |
| Capital Research & Management    | 1,85% |
| Fidelity Management & Research   | 1,76% |